# Antoni Dobrowolski (pedagog)
Antoni Dobrowolski (ur. 8 października 1904 w Wolborzu, zm. 21 października 2012 w Dębnie) – polski pedagog, najstarszy znany ocalały więzień Auschwitz.

## Życiorys
Urodził się w rodzinie wielodzietnej; dwa tygodnie po osiągnięciu pełnoletniości został sierotą. W 1931 uzyskał dyplom nauczyciela Publicznej Szkoły Powszechnej, a następnie został kierownikiem szkoły w Studziankach. Na własną prośbę 1 lipca 1935 został przeniesiony do siedmioklasowej Publicznej Szkoły Powszechnej w Rzeczycy, gdzie od października 1939 (po wybuchu wojny) prowadził tajne nauczanie. Był też członkiem Tajnej Organizacji Nauczycielskiej. Aresztowany w czerwcu 1942 przez Gestapo, trafił kolejno do obozów Auschwitz, gdzie otrzymał nr 38081, Groß-Rosen i Sachsenhausen, w którym wiosną 1945 doczekał wolności. Po wojnie zamieszkał w Dębnie, gdzie kontynuował pracę pedagoga.
W 2011 roku została wydana książka Złodzieje wiary i nadziei autorstwa Remigiusza Rzepczaka, a fotografie wykonał Andrzej Łazowski. Na okładce tej publikacji został umieszczony portret Antoniego Dobrowolskiego.
Został pochowany w Dębnie na cmentarzu komunalnym przy ul. Tadeusza Kościuszki. W chwili śmierci w wieku 108 lat był drugim najstarszym mężczyzną w Polsce za Józefem Kowalskim.

## Ordery i odznaczenia
- Krzyż Komandorski Orderu Odrodzenia Polski (1984)
- Krzyż Kawalerski Orderu Odrodzenia Polski (1966)
- Srebrny Krzyż Zasługi (1957)
- Krzyż Oświęcimski (1986)
- Medal Rodła (1988)
- Odznaka tytułu honorowego „Zasłużony Nauczyciel PRL” (1974)
- Złota Odznaka Honorowa Gryfa Pomorskiego (1959)
- Zasłużony dla Ziemi Chojeńskiej z wpisem do Złotej Księgi (1975)
- Medal Zasługi dla Dębna (1986)
- Zasłużony dla Miasta i Gminy Dębno (1999)